# 2973 Paola
2973 Paola este un asteroid din centura principală, descoperit pe 10 ianuarie 1951 de Sylvain Arend.